# 人民広場 (上海)

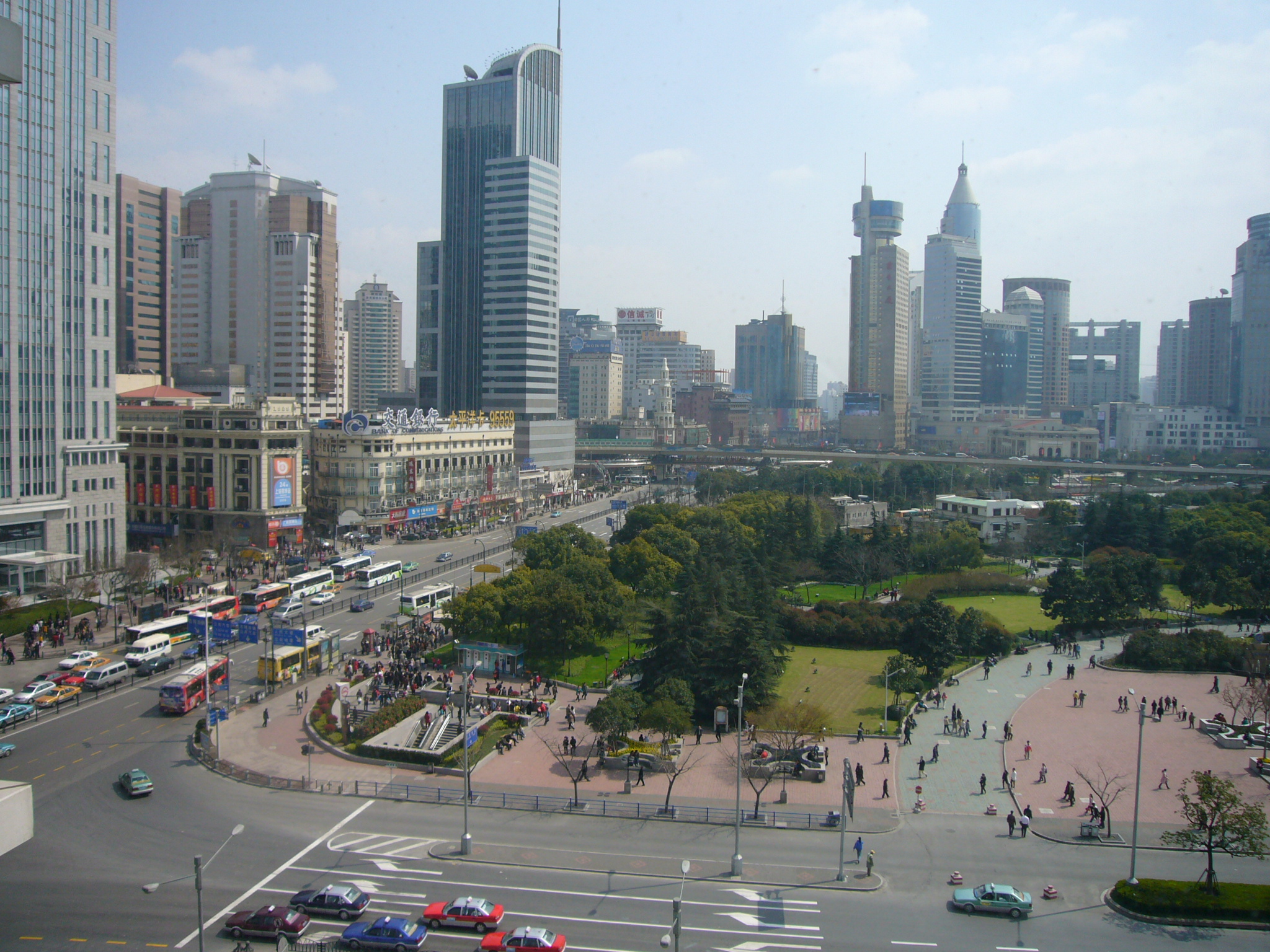
上海城市規画展示館から見た人民広場

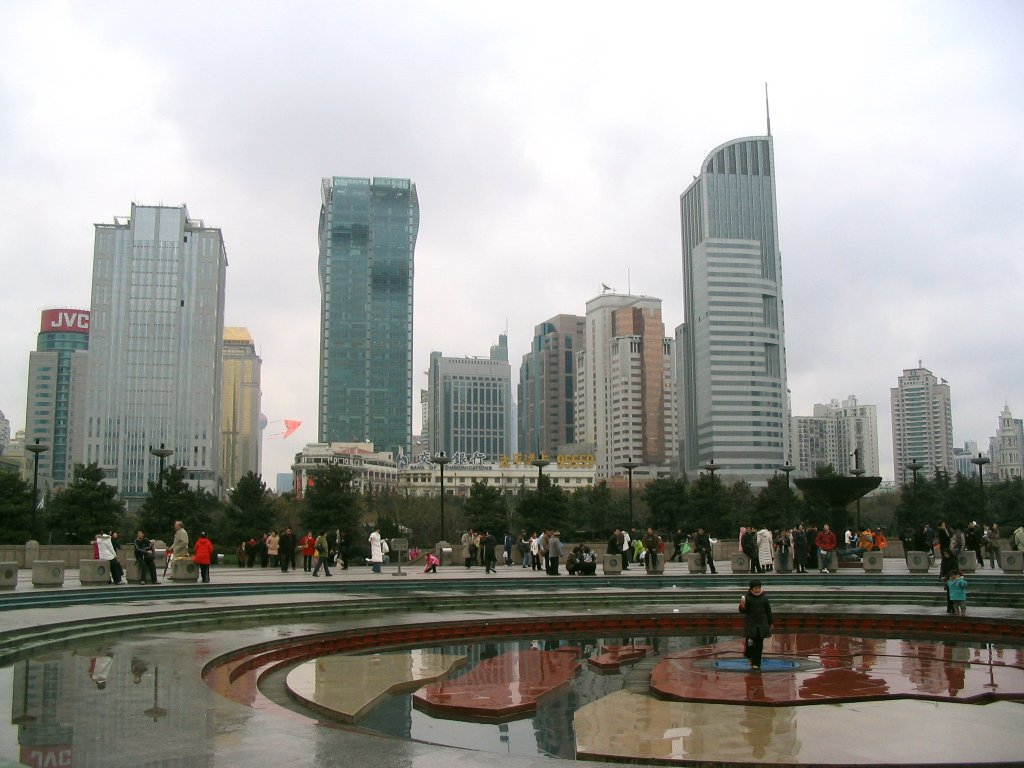
噴水

人民広場（じんみんひろば、中: 人民广场）は中国の上海市黄浦区にある大型の公共広場。

## 沿革

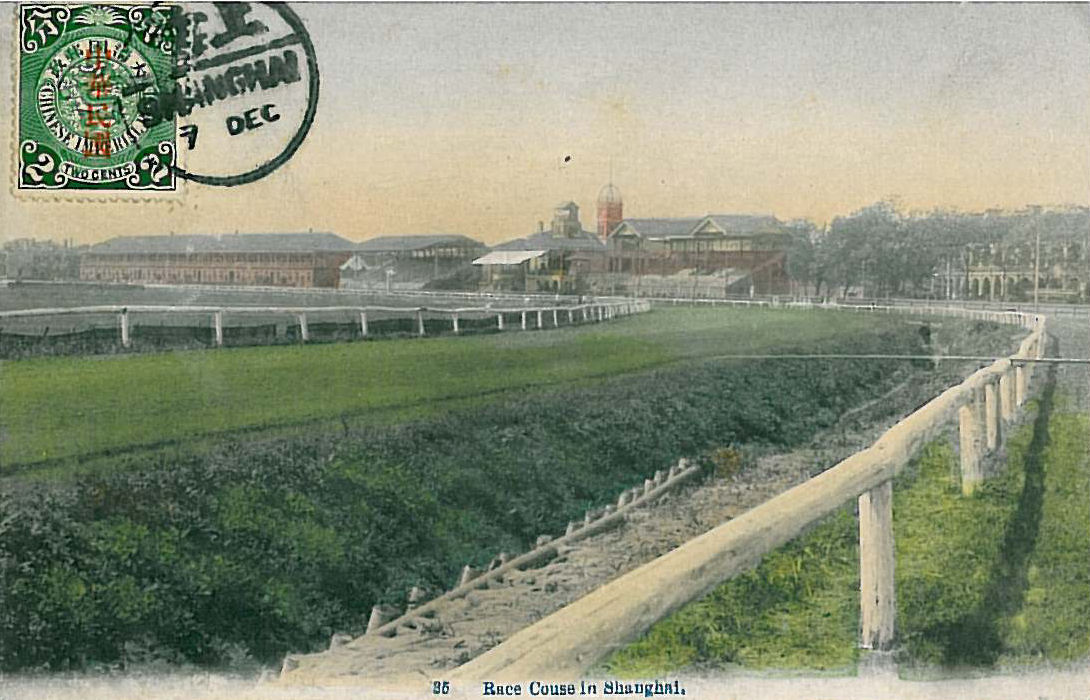
上海競馬場（1912年）

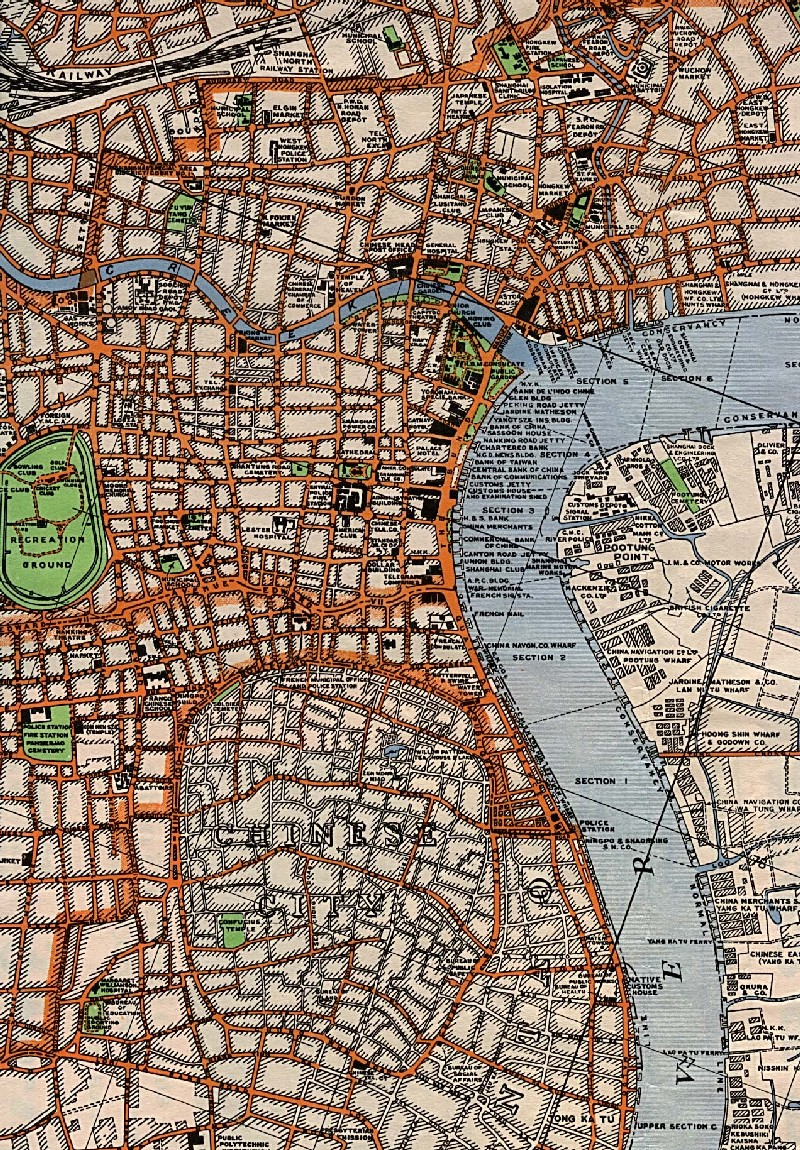
1933年の上海の地図。左端に競馬場が緑色で表示されている。

中華人民共和国が建国される1949年以前、現在の人民広場は上海レースクラブが運営する競馬場だった。中国共産党によって賭博と競馬が禁止された後、競馬場の一部は人民広場となり、パレードで使う広い道路と観覧席が設けられた。
上海市政庁が外灘の旧香港上海銀行上海支店ビルからここへ移転し、上海博物館も以前のオフィスビルからここに移った。ほか最近移転してきたものには上海大劇院と上海城市規画展示館がある。
競馬場の他の部分には、今も残っているものがある。クラブハウスの建物は上海美術館となり、レーストラックの一部は人民公園として人民広場の北隣にある。

## 近隣施設
人民広場近くのランドマークや観光名所には次のようなものがある。
- K11（香港新世界大厦）
- 上海市人民政府庁舎
- 南京路
- 国際飯店（1934年–1952年の間、アジアで最も高い建築物だった）
- 人民公園
- 上海新世界麗笙大酒店 (Radisson Hotel Shanghai New World)
- 来福士広場
- 上海大劇院
- 上海博物館
- 上海美術館
- 上海城市規画展示館
- 上海世茂国際広場
- 明天広場

広場に中心にあるのが上海博物館で、その北隣には大きな噴水がある。

## アクセス
上海軌道交通の人民広場駅には地下鉄の1号線、2号線、8号線がそれぞれ乗り入れている。広場の南北にはそれぞれいくつかのバス停がある。